# Solenostomataceae
Solenostomataceae es una familia de hepáticas en el orden Jungermanniales.

## Géneros
Arctoscyphus

Bragginsella

Cryptocolea

Cryptocoleopsis

Cryptostipula

Diplocolea

Horikawaella

Nardia

Scaphophyllum

Solenostoma